# 在ハイチ日本国大使館
在ハイチ日本国大使館（フランス語: Ambassade du Japon en Haïti、英語: Embassy of Japan in Haiti）は、ハイチの首都ポルトープランスの郊外ペシオンヴィルにある日本の大使館。2009年までは首都ポルトープランスに置かれていた。

## 沿革
- 1952年4月28日、サンフランシスコ平和条約の発効により日本国が独立、ハイチも同条約締結国のうちの一国[2]。
- 1956年4月、第二次世界大戦の影響で途絶えていた両国間の外交関係が再開[3]。
- 1962年3月20日、在ハイチ日本国大使館（在ハイティ日本国大使館[4]）の設置が定められたが[5]、大使は常駐せず在ドミニカ共和国日本国大使館が兼轄[3]。
- 1975年2月、ハイチに大使館（在ハイチ兼勤駐在官事務所）が設置され、臨時代理大使が常駐を開始[3]。
- 2004年2月25日、現地情勢悪化のため大使館（兼勤駐在官事務所）が一時閉鎖[3]。
- 2004年4月12日、閉鎖されていた大使館（兼勤駐在官事務所）が再開[3]。
- 2011年、大使館（兼勤駐在官事務所）に特命全権大使でない大使がハイチ常駐を開始したが[3]、特命全権大使は常駐せず在ドミニカ共和国日本国大使館による兼轄が継続[3]。
- 2021年1月1日、兼勤駐在官事務所に代わって、ペシオンヴィルに在ハイチ日本国大使館の実館が開設[6]。
- 2022年10月23日、現地情勢悪化のため大使館が一時閉館。サントドミンゴの在ドミニカ共和国日本国大使館内に臨時事務所を設け、業務を継続[7]。
- 2023年3月6日、ペシオンヴィルの大使館での業務が一部再開[8]。
- 2024年4月9日、現地情勢悪化のため大使館が再度一時閉館。サントドミンゴの在ドミニカ共和国日本国大使館内に臨時事務所を設け、業務を継続[9]。
- 2024年8月8日、ペシオンヴィルの大使館での業務が再開。領事窓口業務の一部については在ドミニカ共和国日本国大使館内の臨時事務所にて対応[10]。

## 所在地
Hexagone 2ème étage, Angle Rues Clerveaux et Darguin, Pétion-Ville